# Les Robinsons de la mer
Pour plus de détails, voir Fiche technique et Distribution.
Les Robinsons de la mer (Piccoli naufraghi) est un film italien réalisé par Flavio Calzavara et sorti en 1939.
Impliquant le jeu de treize jeunes acteurs amateurs, c'est l'un des très rares films pour enfants réalisés par le cinéma italien des années 1930. Il est affecté par le climat de propagande fasciste lié à l'invasion italienne de l'Éthiopie.

## Synopsis

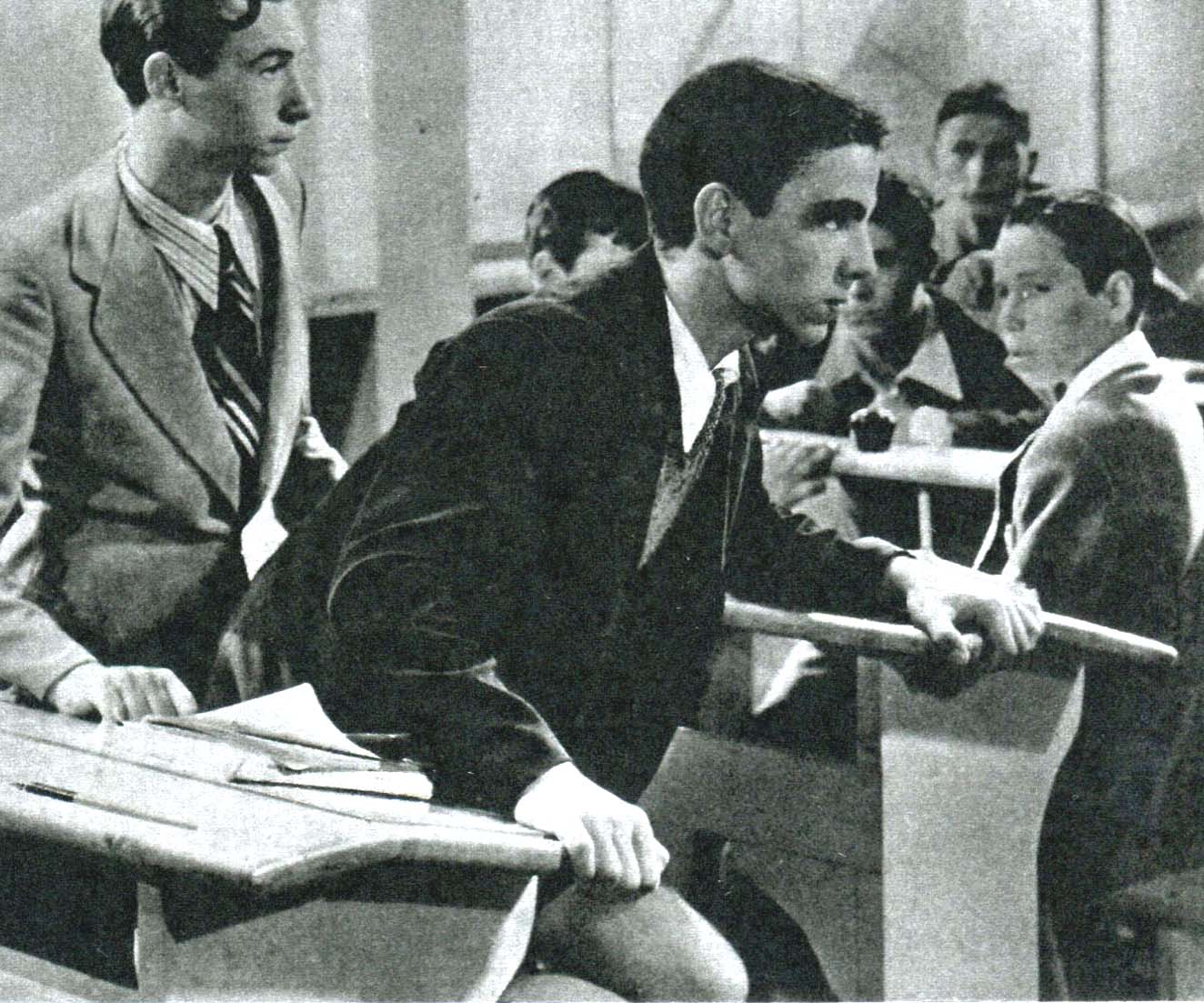
Les jeunes élèves dans leur classe au début du film.

En 1935, lorsque l'Italie envahit l'Éthiopie lors de la seconde guerre italo-éthiopienne, un professeur s'engage volontairement pour aller combattre. Cela enthousiasme également ses jeunes élèves, qui se proposent alors de le suivre, pour être finalement rejetés en raison de leur trop jeune âge. Mais ils ne se découragent pas pour autant et parviennent à monter clandestinement à bord du paquebot « Perseo » où leur professeur a embarqué. Une fois que le bateau est au large, les enfants sont découverts. Mais le capitaine ne veut sous aucun prétexte dévier de sa course en direction de Massaoua et leur fait faire des travaux de nettoyage en attendant de les débarquer au premier port. Mais avant qu'ils y parviennent, le navire coule pendant une tempête. Dans le naufrage, l'un des enfants perd la vie et le professeur est grièvement blessé. Les survivants parviennent à se sauver en emmenant les blessés avec eux et atteignent une île déserte grâce à un canot de sauvetage. Une fois échoués sur l'île, le professeur meurt de ses blessures et les garçons mettent en place une installation de fortune en attendant que quelqu'un vienne les récupérer.
Le salut semble arriver quelque temps plus tard, lorsqu'un voilier jette l'ancre au large de l'île. Cependant, les garçons se rendent vite compte qu'au lieu de l'aide espérée, il s'agit d'un navire de contrebandiers qui vend des armes aux Éthiopiens et que cette île déserte est précisément leur base secrète. Les malfaiteurs remarquent les garçons et les emprisonnent, puis décident de les supprimer car ils sont des témoins malencontreux de leur trafic. Mais, après une série de vicissitudes, les petits naufragés entreprenants parviennent à reprendre le contrôle du navire et à contrecarrer l'activité des criminels.

## Fiche technique
Sauf indication contraire, les informations mentionnées dans cette section peuvent être confirmées par la base de données cinématographiques IMDb,  présente dans la section « Liens externes ».

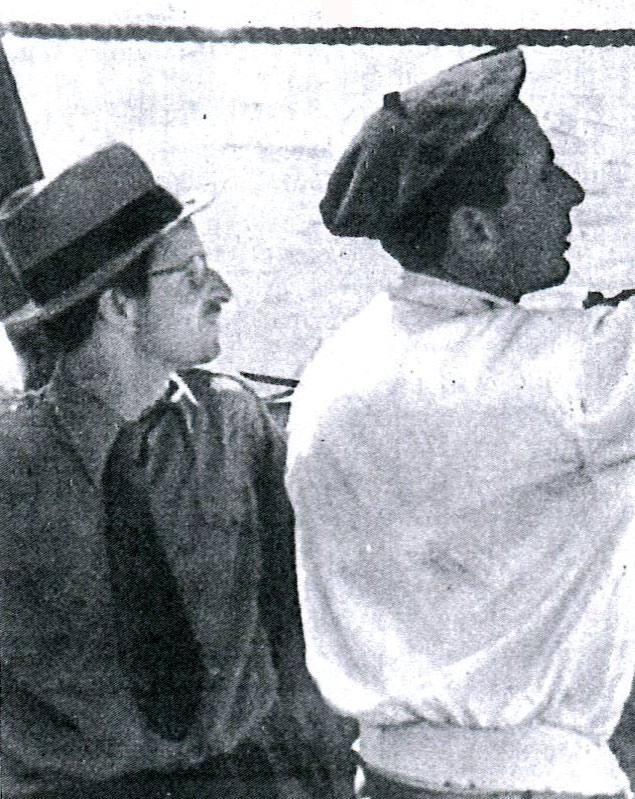
Le directeur de la photographie Aldo Tonti et le réalisateur Flavio Calzavara sur le tournage.

- Titre français : Les Robinsons de la mer[1]
- Titre original italien : Piccoli naufraghi[2]
- Réalisation : Flavio Calzavara
- Assistant à la réalisation : Riccardo Freda
- Scénario : Giuseppe Zucca, Flavio Calzavara, Leo Bomba, Riccardo Freda
- Photographie : Arturo Gallea, Aldo Tonti
- Montage : Ferdinando Maria Poggioli
- Musique : Renzo Rossellini, dirigé par Ugo Giacomozzi (it)
- Décors : Italo Cremona (it)
- Société de production : Alfa Film, Mediterranea Film
- Pays de production :  Royaume d'Italie
- Langue de tournage : italien
- Format : Noir et blanc - Son mono - 35 mm
- Durée : 80 minutes (1 h 20[2])
- Genre : Aventures maritimes[1]
- Dates de sortie :
  - Royaume d'Italie : 30 janvier 1939
  - France : 8 décembre 1948 (Lyon) ; 16 mars 1949 (Paris)[1]

## Distribution
- Giovanni Grasso : Le commandant

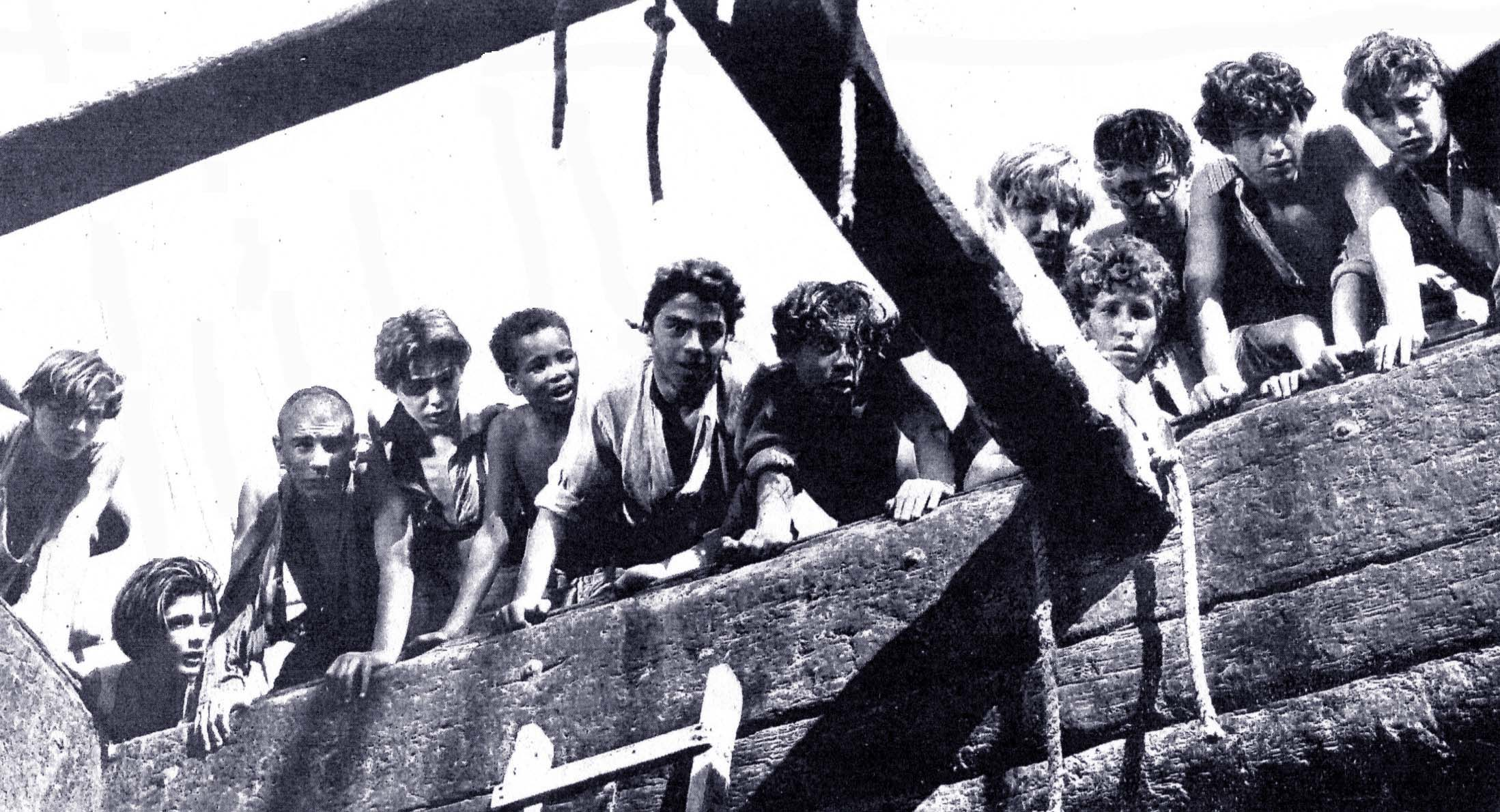
La bande des enfants à bord du paquebot « Perseo ».

- Riccardo Freda (sous le nom de « Riccardo Santelmo ») : Le professeur
- Carlo Duse : Le contrebandier en chef
- Romolo Aglietti : Donghi
- Mario Angelini : Grandi
- Mario Artese : Colella
- Guglielmo Brunetti : Bruno
- Remo Castagnolli : Ferrini, le timide
- Nello De Rossi : Silvestri, le chef d'équipe
- Luigi Lucifora : « Pourquoi » (Perché en VO)
- Leo Melchiorre : Esposito
- Roberto Pironti : De Renzis, la dame
- Gerolamo Prestigiacomo : Minutillo
- Ali Ibrahim Sidali (it) : Simba
- Pietro Signoretti : Rossi
- Rolando Vona : Pisani, le premier de la classe
- Felice Minotti : Un contrebandier
- Mario Turchetti : Un contrebandier

## Production

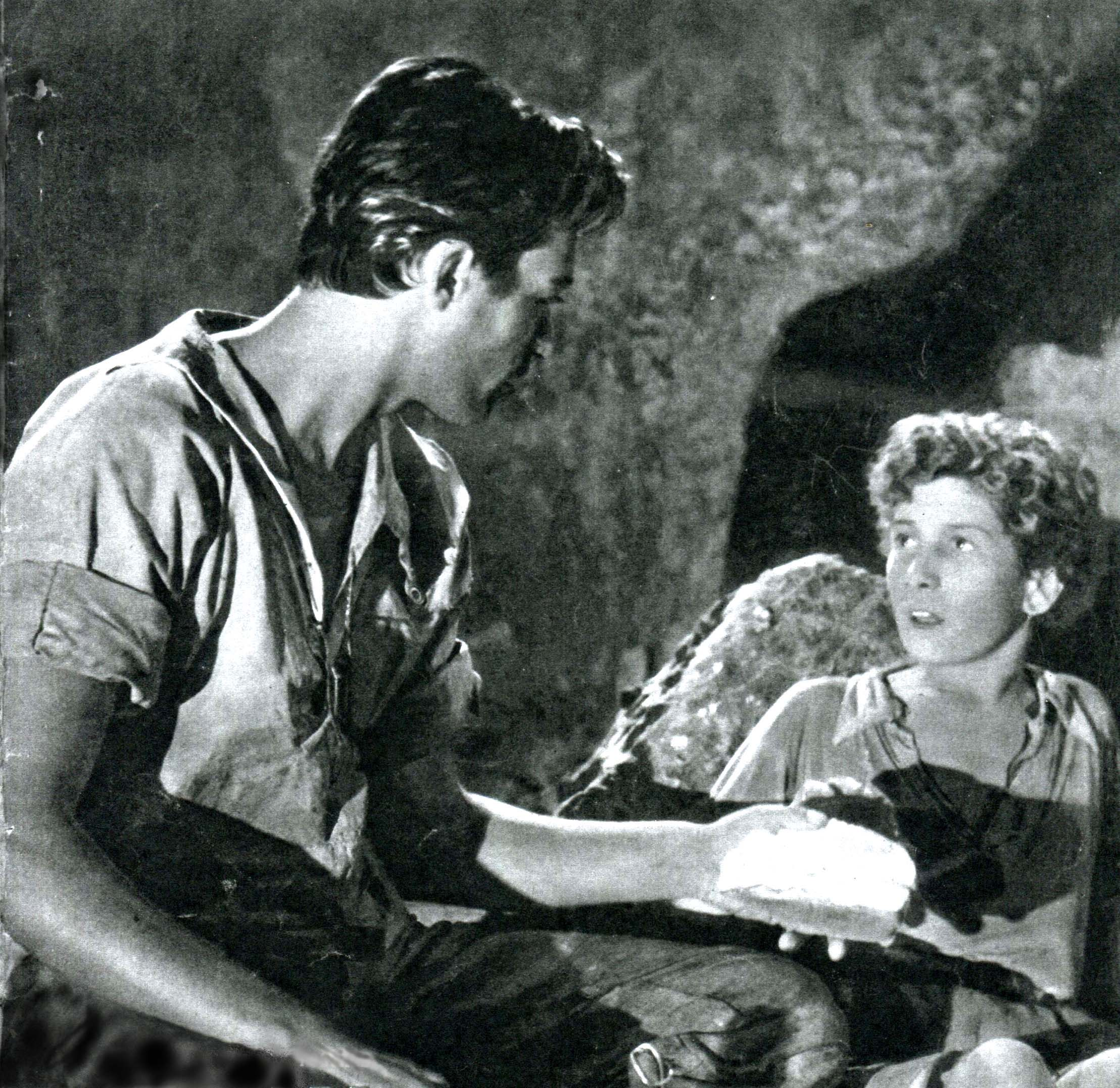
Dans le film, le rôle des adultes est assez marginal.

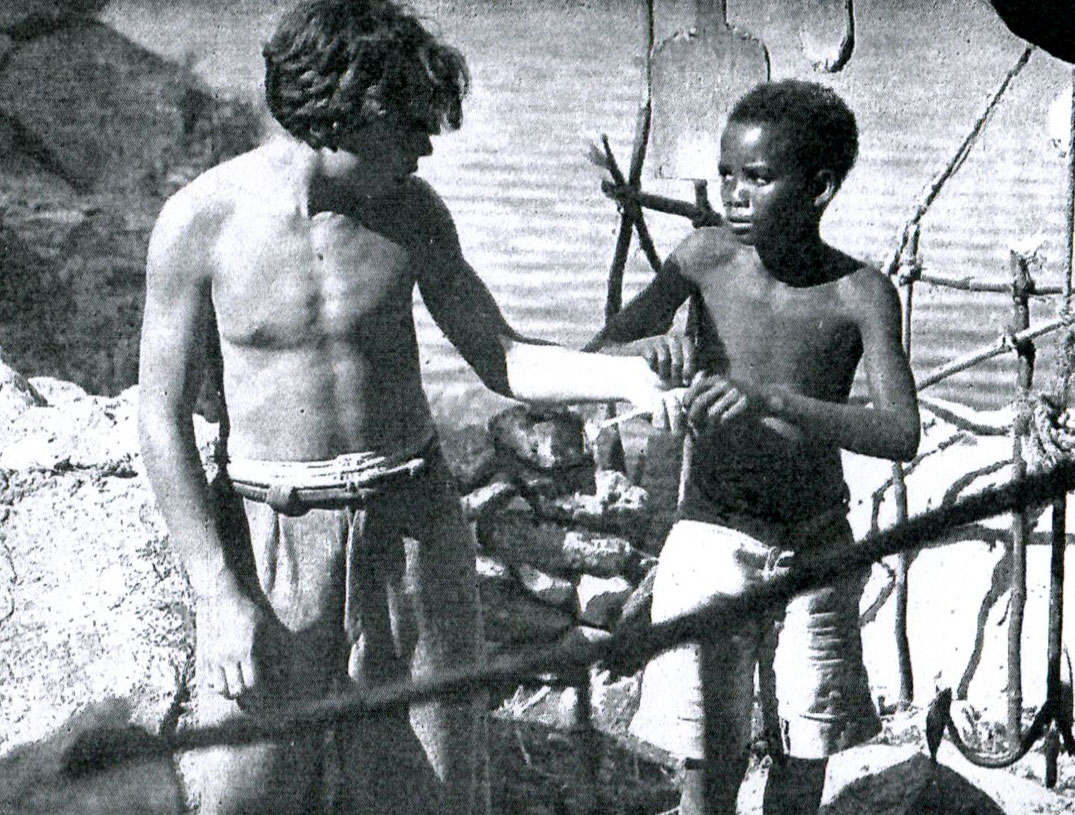
Parmi les jeunes acteurs figure, un jeune garçon d'origine somalienne.

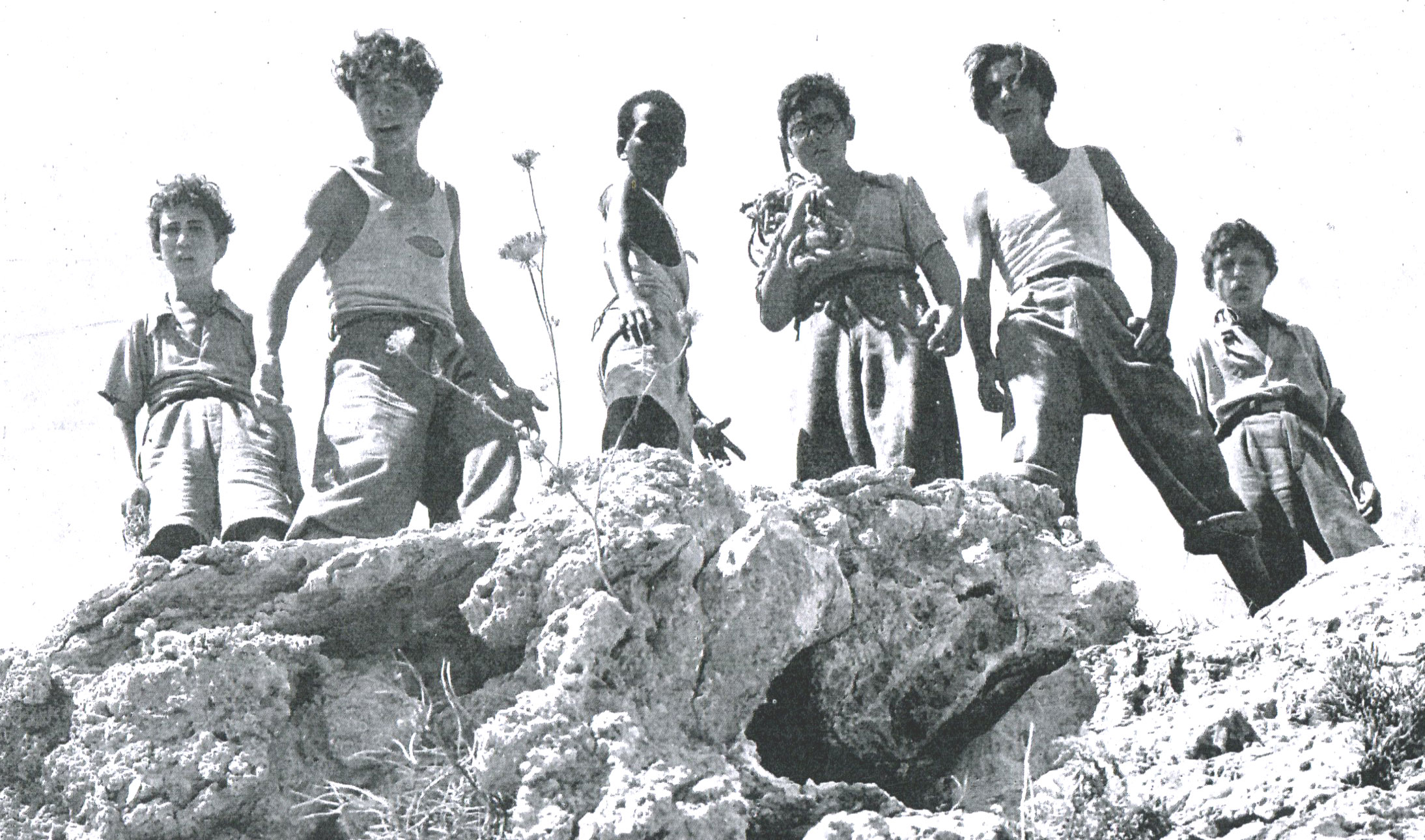
Le film est resté l'un des rares films pour enfants du cinéma des années 1930.

### Genèse
Les Robinsons de la mer, le premier long métrage réalisé par Calzavara, est né d'une histoire originale écrite par Calzavara et Giuseppe Zucca, collaborateur régulier d'Alessandro Blasetti (notamment dans La Couronne de fer et Une aventure de Salvator Rosa). Calzavara avait aussi été l'assistant-réalisateur de Blasetti dans le film Vecchia guardia en 1934. C'est à ce film que Zucca fait remonter son idée de monter un film avec des jeunes garçons, ayant vu avec quelle facilité un jeune acteur de 12 ans, Franco Brambilla (it), s'était glissé dans son rôle pour ce film. « Là est née l'idée - écrit-il - d'un film pour enfants, un beau groupe de garçons italiens, de vrais garçons, pas de petits héros deamicisiens. Malheureusement, il y a quatre ans, nous aurions été les premiers à faire un film pour enfants alors que désormais, il existe le précédent I ragazzi della via Paal, même si les garçons dans ce film sont adaptés d'une littérature maniérée alors que les Robinsons de la mer sont d'authentiques petits hommes ».

### Attribution des rôles
Aux côtés de quelques interprètes adultes (dont le futur metteur en scène Riccardo Freda, ici crédité sous le nom de Santelmo), les protagonistes principaux sont douze jeunes gens âgés de 10 à 13 ans issus de milieux sociaux les plus divers. Ils ont été spécialement sélectionnés parmi les quelque 1 600 qui avaient répondu à une annonce publiée dans le Messaggero. Après la sélection, ils ont été soumis, avant le début du tournage, à une formation par des instructeurs de la Gioventù italiana del littorio. Ils ont été rejoints par un garçon somalien, Ali Ibrahim Sidali (it), qui avait déjà participé au film Sentinelle di bronzo (it) réalisé par Romolo Marcellini en 1937. Certains des jeunes protagonistes ont exprimé leur désir de poursuivre leur propre carrière cinématographique après Les Robinsons de la mer, mais seuls deux d'entre eux (Artese et Melchiorri) ont obtenu des rôles, et de peu d'importance, au début des années 1940.

### Tournage
Après quatre ans d'attente, le film trouve enfin une société de production : ce sera Alfa Film, qui s'associe cette fois-ci à Mediterranea Film, déjà engagé la même année avec un autre film se déroulant en Afrique (Sous la Croix du Sud — Sotto la croce del sud — de Guido Brignone). Les deux sociétés ont commencé leur activité en 1938, mais elles ont cessé l'année suivante, malgré le fait qu'elles aient réalisé d'autres films assez réussis. Le tournage débute fin juillet 1938 dans les studios de Pisorno à Tirrenia (Toscane), jusque fin août. Plus tard, l'équipe a déménagé sur l'île de Giglio, où les extérieurs sont tournés. Les conditions de logement y sont spartiates et les difficultés logistiques nombreuses . Le producteur a été confronté à ce que le chef opérateur Arturo Gallea quitte le tournage sous prétexte d'engagements qu'il ne pouvait pas remettre. Aldo Tonti a été appelé pour le remplacer, et pour lui aussi - comme pour le réalisateur Calzavara - il s'agissait du premier long métrage.

### Contexte politique
Dès 1936, le régime avait fait pression pour que la production cinématographique italienne exalte les conquêtes coloniales : « le cinéma peut aussi servir l'empire en tant qu'art et la réalité elle-même inspirera les artistes pour que l'empire italien ait aussi ses Kipling ». Les Robinsons de la mer devaient donc représenter une version destinée à la jeunesse de cette propagande. L'importance attribuée au film par les autorités fascistes est attestée non seulement par la collaboration fournie par la Gioventù italiana del littorio, mais aussi par la visite que le ministre Giuseppe Cobolli Gigli (it) a faite sur le plateau de tournage à Tirrenia, et à l'insistance des autorités pour que les garçons portent l'uniforme « balilla » du scoutisme paramilitaire fasciste, une demande que la production n'a réussi à éluder qu'avec difficulté.

## Exploitation
Ayant obtenu son visa d'immatriculation en février 1939, Les Robinsons de la mer est projeté dans les salles obscures italiennes en mars et avril de la même année. Comme pour les autres films sortis durant cette période, le nombre exact d'entrées reste inconnu.
En France, il ne sort que dans l'après-guerre, d'abord au cinéma Scala de Lyon le 8 décembre 1948 avant de sortir le 16 mars 1949 dans la capitale.

### Accueil critique
Il reçoit un accueil globalement favorable de la critique, tant à sa sortie qu'ultérieurement.

#### À la sortie
Parmi les critiques de l'époque, le film a été plébiscité pour diverses raisons mais seul Film a choisi un ton ouvertement propagandiste : « un film de notre temps (avec) treize garçons qui sont comme les propres fils de Mussolini : audacieux, motivés, intelligents, aventureux et sagaces ». Le Corriere della Sera salue l'effort de remettre au goût du jour le mythe de Robinson Crusoé et conclut que le film « mérite de gagner toute la sympathie et l'intérêt du public ». D'après La Stampa, « Calzavari réussit son premier film. Les Robinsons de la mer convainc pour ses mérites indéniables, pour l'implication de ses protagonistes, pour les grandes difficultés surmontées, pour paraître au moins singulier parmi la production cinématographique récente ». Même l'habituellement sévère critique Adolfo Franci reconnaît qu'il constitue « une noble tentative de film par et pour des enfants qui rivalise avec ce que se fait en Amérique ». Michelangelo Antonioni, alors collaborateur du périodique Cinema, salue lui aussi l'audace et les bonnes intentions du réalisateur.

#### Critiques rétrospectives
Dans les critiques rétrospectives sur le film, il est généralement classé parmi les « films africains » de la période coloniale en Éthiopie, aux côtés de Luciano Serra, pilote ou L'Apôtre du désert, également sortis en 1939. Jean A. Gili écrit en 1990 que le film constitue « une tentative intéressante d'un film pour enfants sur la guerre en Éthiopie, avec des jeunes gens censés démontrer l'enthousiasme de la jeunesse pour une "cause noble". Une idée maligne a été d'adjoindre aux petits Italiens un garçon somalien pour faire passer l'idée que "les gentils Africains" choisissent de se battre du bon côté de la civilisation ».